# Campo Piaggio
Campo Piaggio es una localidad y comuna del departamento San Jerónimo, en el centro sur de la provincia de Santa Fe, Argentina. Se encuentra a 83 km de Santa Fe Ciudad y 97 km de Rosario.
Fue fundada en 1892 por Ernesto Piaggio, como una colonia agrícola.  Desde 1915 posee autonomía comunal. La población es de 86 habitantes, siendo ellos 48 varones y 38 mujeres, viviendo en 32 hogares, según el censo argentino de 2010.
Su actual presidente comunal es Adrián D'angelo del Partido Paggio Unido, el cual finaliza su mandato en el 2027.

## Población
Cuenta con 86 habitantes (Indec, 2010), lo que representa un descenso del 25% frente a los 116 habitantes (Indec, 2001) del censo anterior.
| Gráfica de evolución demográfica de Campo Piaggio entre 1991 y 2010 |
|                                                                     |
| Fuente: Censos nacionales del INDEC                                 |

La densidad de población es de apenas 0,99 personas por km².

## Santo Patrono
El santo patrono de la comuna es San Ignacio de Loyola, el cual lo celebran el día 31 de julio.

## Escuelas de Educación Común
- Centro de Educación Radial N.º 248 (dependiente de la Escuela N.º 290 Simón de Iriondo de Gálvez).[4]